# トゥクムス空港
トゥクムス空港とは、ラトビアの町トゥクムスから南東に5 kmの位置にある空港である。一つの長いエプロンとコンクリート舗装された滑走路を持った軍用空港であったが、2005年に民間空港となった。

## 歴史
トゥクムス空港は1945年はじめ、ソビエト連邦によって軍用空港として建てられた。冷戦時代にはソ連海軍によって運営され、第668海軍シュトゥルモヴィーク航空連隊によってSu-24が運用されていた。また、他の出典によれば第240海軍シュトゥルモヴィーク航空連隊が駐屯していた。
ソビエト連邦の崩壊後、ラトビアの領域内に残されたトゥクムス空港は空港ビルもろとも破壊されたが、2005年に現代技術を高い水準で備えた近代的な空港ビルが再建され、民間空港として再生を果たした。